# Constantino Mediavilla
Constantino Mediavilla Fernández (Madrid, 1961-Madrid, 15 de junio de 2024) fue un periodista y empresario español. 

## Biografía
Mediavilla comenzó su trayectoria profesional en los primeros años 1980 como locutor y redactor de informativos de la Cadena SER. En los años siguientes dirigió los informativos de Onda Galicia-Cadena SER, Radio Minuto y Radio 16, así como el Gabinete de Radio del Ayuntamiento de Madrid. 
Mediavilla colaboró en distintas emisoras de radio de ámbito nacional como Onda Cero y en programas de televisión de Telemadrid, TVE, como comentarista de opinión y Cronista oficial de la Villa de Madrid (desde 2019). Fue creador e impulsor de los Premios Madrid en 2002, los cuales presentó hasta 2024.
Fue fundador del periódico digital Madridiario.es (2000) y presidente-editor tanto del Grupo Madridiario como del Grupo Diariocrítico, actividad que compaginaba con la de director del espacio radiofónico diario 'Com.permiso', que se emitía en Onda Madrid y en Telemadrid. También fue presidente de APEI-PRTVI (Asociación de Periodistas e Informadores de Prensa, Radio, Televisión e Internet de España).
Falleció a los 63 años de edad, en el madrileño Hospital Universitario La Paz, en la madrugada del 15 de junio de 2024 víctima de un cáncer contra el que luchó casi una década.

## Premios
- Gran Cruz de la Orden del Dos de Mayo otorgada por el Gobierno de la Comunidad de Madrid (2024)[4]
- Medalla de Honor del Instituto de Estudios Madrileños (IEM) (2024)[5]
- Antena de Oro 2020 por la Federación de Asociaciones de Radio y Televisión de España.[6]
- Premio APM al periodista especializado en Madrid 2019.[7]
- Máximo Orgullo Hispano concedido por la Asociación Internacional de periodistas de las Vegas (USA) 2019.
- Premio periodístico Recurra-Ginso 'a favor de la infancia'  como Editor de Madridiario 2015.
- Antena de Plata como Editor de Madridiario 2014.
- Premio Micrófono de Plata APEI-PRTVI 2006.
- Antena de Plata programas de radio en Onda Madrid 2002
- Premio Villa de Madrid (Mesonero Romanos) de Periodismo 2000.
- Premio a la Calidad Turística en la información de la Comunidad de Madrid 1999.
- Premio Radio de la Consejería de Medioambiente de la Comunidad de Madrid por el Programa medioambiental “Píntalo de Verde” (Onda Madrid 1998).
- Premio Iniciativas Ambientales programa “La Chimenea” en Onda Madrid 1997.
- Premio de la Policía Municipal de Madrid a la labor informativa 1996.
- Premio de la Jefatura Superior de Policía de Madrid 1995.
- Premio Villa de Madrid (Guillermo Marconi) de Radio 1991.
- Premio Amigo de Madrid (Patronato Municipal de Turismo) 1990